# Plumbo
Plumbo är en norsk musikgrupp.

## Karriär
Bandet bildades år 2002 och består av Lars Erik Blokkhus på sång och gitarr, Tommy Elstad på bas, och Hasse Rønningen på trummor. De släppte sitt debutalbum Full åpning år 2002 och följde upp det år 2007 med albumet På vei til Harryland!. Bandet blev ordentligt känt år 2010 då deras låt "Møkkamann" nådde första plats på den norska singellistan. Efter det släpptes deras tredje studioalbum Råkk'n Råll Harry som nådde elfte plats på den norska albumlistan. År 2012 deltog bandet i Norsk Melodi Grand Prix 2012 med låten "Ola Nordmann" och slutade på fjärde plats i finalen. Låten nådde fjärde plats på den norska singellistan. Samma år släppte de albumet Rådebank som deras fjärde studioalbum. Albumets andra singel efter "Ola Nordmann" blev "Ta meg". Albumet blev deras mest framgångsrika i karriären hittills då det nådde andra plats på den norska albumlistan. Ett första livealbum med titeln Møkkamenn Live släpptes också 2012 och nådde elfte plats på albumlistan i Norge.

## Bandmedlemmar
Nuvarande medlemmar
- Lars Erik Blokkhus – sång, gitarr (1999–)
- Tommy Løken-Elstad – basgitarr, bakgrundssång (1999–)
- Glenn Hauger – trummor (1999-2002), dragspel, flöjt, gitarr (2010–)
- Tor Erik "Elg" Knudsen – trummor, bakgrundssång (2012–)
- Henning Hoel Eriksen – keyboard, bakgrundssång (2014–)

Tidigare medlemmar
- Reidar Fiskebøl – trummor (2002–2005, 2007)
- Dag Arve Sandnes – gitarr (1999–2001)
- Nils-Magne Pettersen – keyboards (2003–2008)
- Hans Inge Rønningen – trummor, bakgrundssång (2006, 2007–2012)
- Tom Erik Rønningen – gitarr, bakgrundssång (2013–2016)

## Diskografi
Studioalbum
- 2002 – Full åpning
- 2007 – På vei til Harryland!
- 2010 – Råkk'n Råll Harry
- 2012 – Rådebank

Livealbum
- 2012 – Møkkamenn Live

Singlar
- 2009 – "Kong Alkohol"
- 2010 – "Møkkamann"

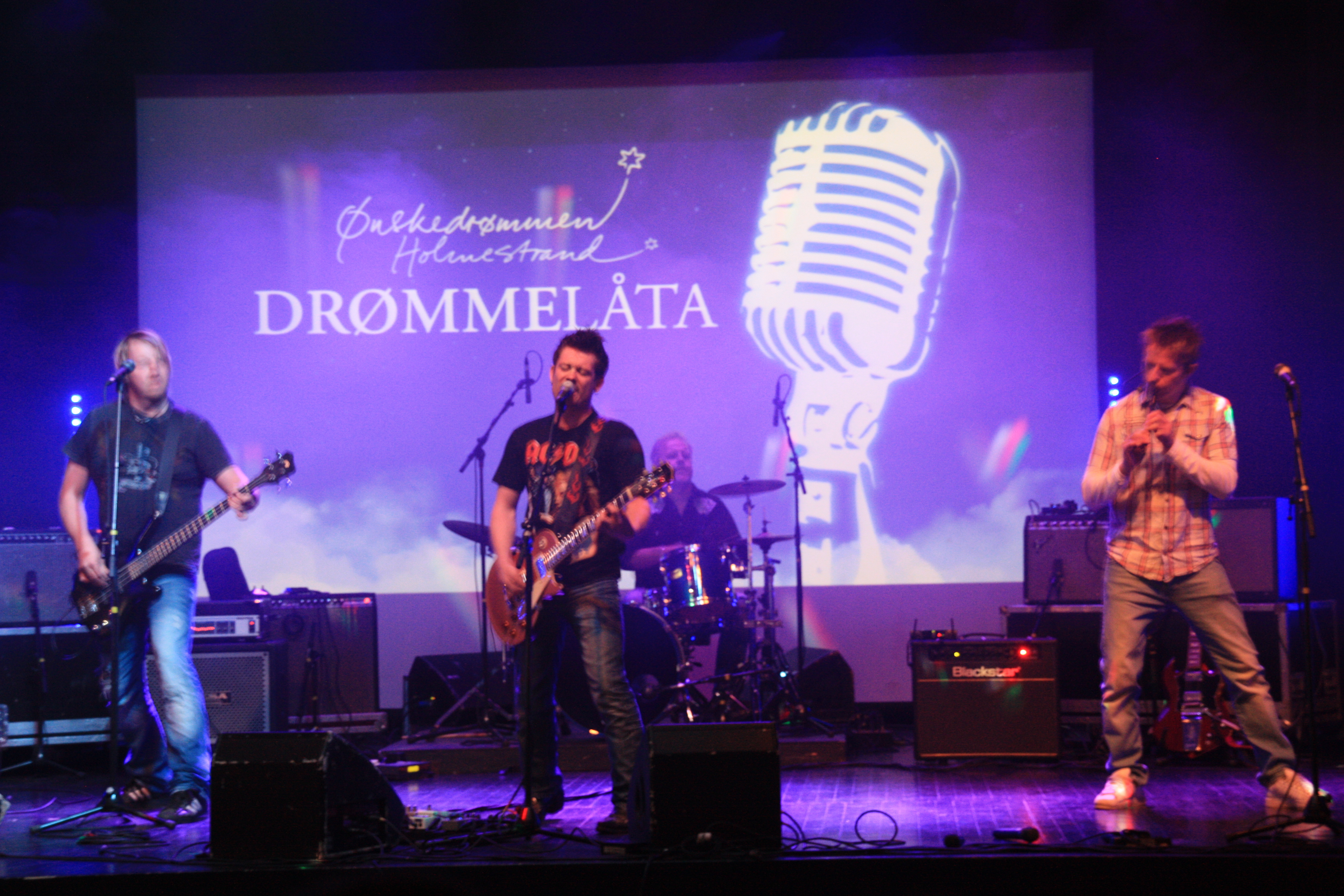
Plumbo live i Holmestrand 2011.

- 2011 – "Møkkamann-Glenn Main Remix"
- 2011 – "Nå gir vi jernet"
- 2012 – "Ola Nordmann"
- 2012 – "Ta Meg"
- 2013 – "Tøft å ha det tøft"
- 2014 – "Sånn gjør vi det"
- 2014 – "Vandrern"
- 2015 – "Tennplugg"
- 2016 – "La bjella slå"
- 2017 – "Langt mot nord"
- 2017 – "Bade naken"
- 2018 – "Digger deg" (med Katastrofe)
- 2018 – "Pokerkongen"